# Первый флот ВМС США
Первый флот ВМС США (англ. United States First Fleet) — подразделение ВМС США, существовавшее с 1946 по 1973 год в составе Тихоокеанского флота. В зоне ответственности Первого флота находилась северо-западная часть Тихого океана (Аляска и Алеутские острова). В 1973 году флот был реорганизован и вошёл в состав Третьего флота.
На сегодняшний день Первым флотом ВМС США в случае объявления войны будут считаться подразделения береговой охраны, расположенные на Тихоокеанском побережье США.

## Командование
- вице-адмирал Альфред Монтгомери (сентябрь 1946 — август 1947)
- вице-адмирал Джордж Мюррей (август 1947 — август 1948)
- вице-адмирал Лоренц ДюБоз (август 1948 — январь 1949)
- вице-адмирал Джеральд Боган (январь 1949 — февраль 1950)
- вице-адмирал Гарольд Мартин (февраль 1950 — март 1951)
- вице-адмирал Артур Страбл (март 1951 — март 1952)
- вице-адмирал Джозеф Кларк (март-май 1952)
- вице-адмирал Ингольф Киланд (май-июль 1952)
- вице-адмирал Ральф Офсти (июль 1952 — февраль 1953)
- вице-адмирал Гарольд Мартин (февраль-октябрь 1953)
- вице-адмирал Уильям Филлипс (октябрь 1953 — август 1955)
- вице-адмирал Герберт Хопвуд (август 1955 — июнь 1956)
- вице-адмирал Роберт Деннисон (июнь 1956 — июль 1958)
- вице-адмирал Расвен Либби (июль 1958 — апрель 1960)
- вице-адмирал Улисс Грант Шарп (апрель-июль 1960)
- вице-адмирал Чарльз Мелсон (июль 1960 — апрель 1962)
- вице-адмирал Фрэнк Вирден (апрель-май 1962)
- вице-адмирал Роберт Кит (май 1962 — декабрь 1963)
- вице-адмирал Пол Струп (декабрь 1963 — январь 1964)
- вице-адмирал Ефраим Холмс (январь-июль 1964)
- вице-адмирал Лоусон Рэмидж (июль 1964 — июль 1966)
- вице-адмирал Бернард Рёдер (июль 1966 — сентябрь 1969)
- вице-адмирал Айзек Кидд (сентябрь 1969 — август 1970)
- вице-адмирал Рэймонд Пит (август 1970 — май 1972)
- вице-адмирал Нельс Джонсон (май-июль 1972)
- вице-адмирал Джеймс Кальверт (июль 1972 — январь 1973)